# Francis Planté
Pour les articles homonymes, voir Planté.
Francis Planté, né à Orthez dans les Pyrénées-Atlantiques le 2 mars 1839 et mort à Saint-Avit le 19 décembre 1934, est un pianiste français.

## Présentation
Surnommé « le dieu du piano », il fut l'un des tout premiers musiciens à avoir été enregistré.
Arthur Rubinstein, dans Mes longues années, se souvient avec respect de la fougue de son jeu.
Planté est le seul pianiste dont on possède des enregistrements à avoir eu l'occasion de voir et d'entendre jouer Frédéric Chopin, (il avait dix ans à la mort du maître).

## Biographie

### Sa famille
Il naquit à Orthez, alors que son oncle Raymond Planté en est le maire et officier d'état civil (il rédige l'acte de naissance de Francis). Son père Pierre-Jean-Joseph Planté est propriétaire rentier et sa mère Suzanne-Éléonore Lafitte, son épouse, est maitresse de maison. Il reçoit, à l'état civil, le prénom de François, prénom d'un de ses oncles, flûtiste de talent, mort célibataire sans descendance.
Pierre Planté lui-même était le fils de Jean Planté, commerçant à Santander, puis à Bilbao et consul de Hollande en Espagne. Anobli par le roi Charles IV d'Espagne, il avait épousé, à Bilbao en 1790, Isabel-Maria de Olea-Larrea Larracoechea, dont il eut six enfants : François, Raymond, député des Basses-Pyrénées et maire d'Orthez et Pierre, dit Pedro, né à Santander. Ce dernier eut aussi six enfants, dont le célèbre physicien Gaston Planté.
Pour trouver l'origine de la famille Planté, il nous faut remonter à Antoine-Henri Planté, d'Orègue, en Basse-Navarre, qui épousa vers 1600 Isabel de Ita, puis passer à son fils Pierre, marié en 1675, à son petit-fils  Bertrand, maître-chirurgien comme son père, et lui-même père de huit enfants, parmi lesquels Jean, le grand-père de Francis.

### Sa jeunesse
Il suit son père à Paris et commence ses études musicales à l'âge de quatre ans. Il eut comme professeur madame de Saint-Aubert, qui avait été une élève de Franz Liszt. Il entra comme auditeur  dans la classe d'Antoine-François Marmontel au Conservatoire de musique et de déclamation à Paris. Il y est reçu élève l'année suivante et obtient aux concours de juillet 1850 le premier prix de piano (en partage avec Jules Cohen) pour l'interprétation du finale de la sonate de Sigismond Thalberg. Il poursuit son éducation musicale au conservatoire dans les cours d'harmonie de François Bazin, et il obtient en 1854 un premier accessit, et en 1855, le deuxième prix d'harmonie et accompagnement pratique.

### Saint-Avit
En 1880, Francis Planté se rendit acquéreur du domaine de Saint-Avit dans les Landes, qui appartenait auparavant à la famille de Victor Lefranc. S'il était le principal propriétaire terrien de cette commune, il en fut aussi le maire de Saint-Avit. Mécène, il fut le principal donateur pour la réfection de l'église.

## Postérité
Il hérite en 1881 de la maison de son oncle et parrain Fortis Adolphe Marrast. Cet hôtel Planté est de nos jours le siège du Conseil départemental des Landes. Francis Planté est inhumé au cimetière du Centre de Mont-de-Marsan. La place Francis-Planté est ainsi nommé en son honneur par décision du conseil municipal du 6 juillet 1912.

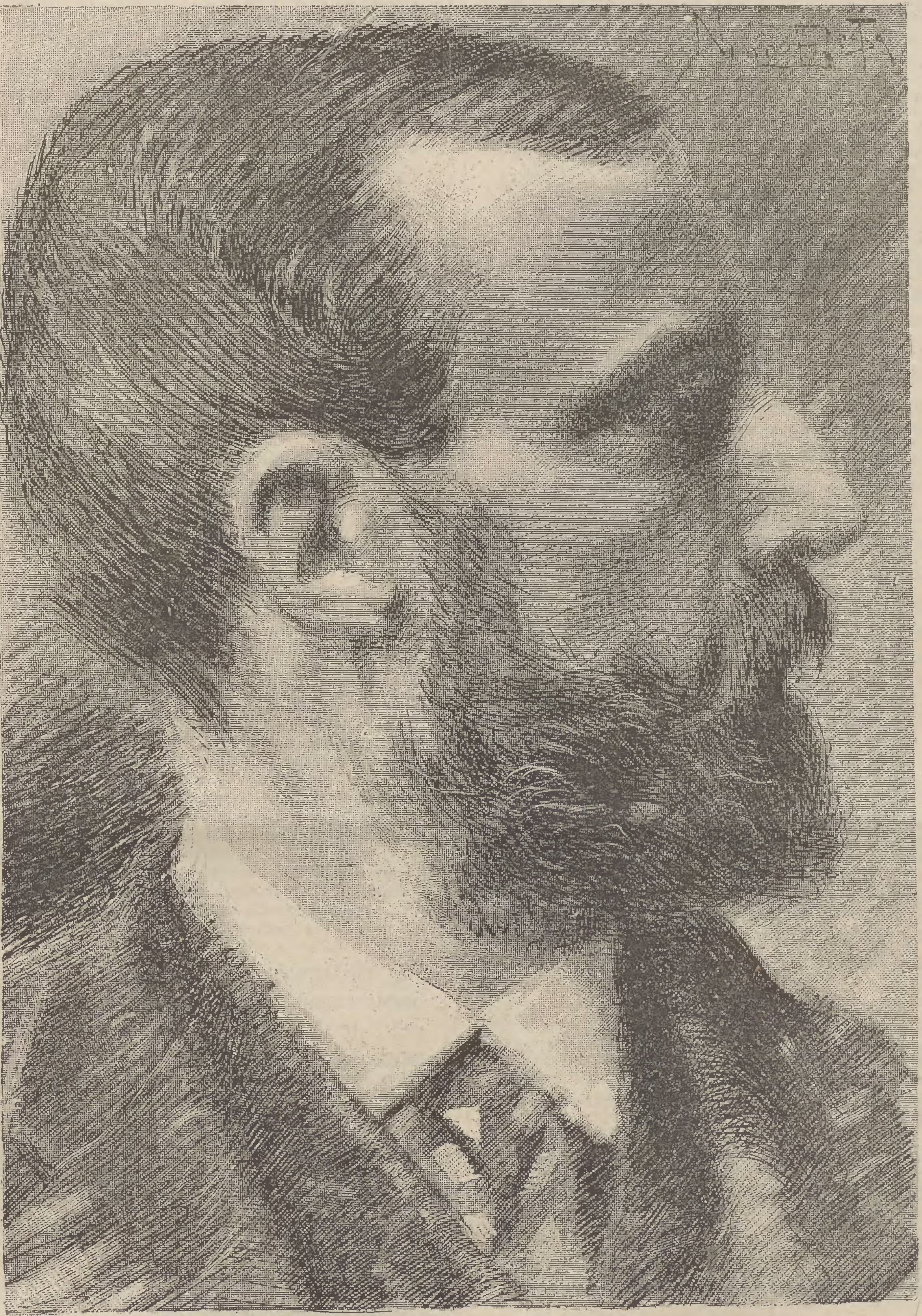
Portrait dessiné de Francis Planté, 1885
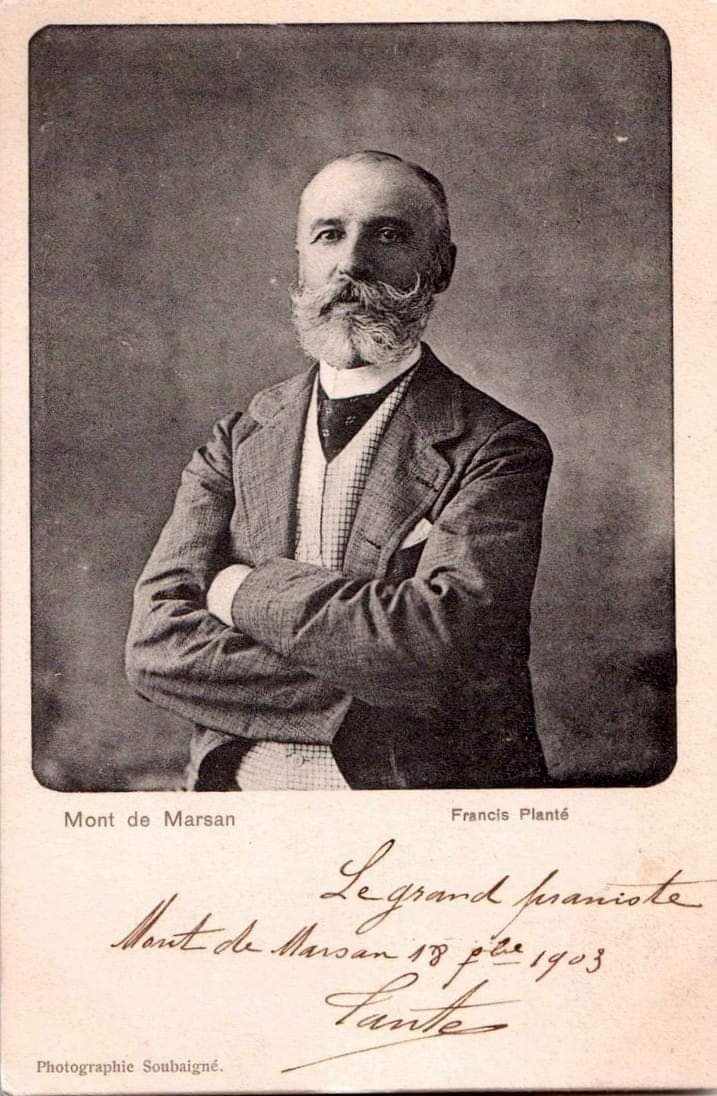
Portrait de Francis Planté, 1903
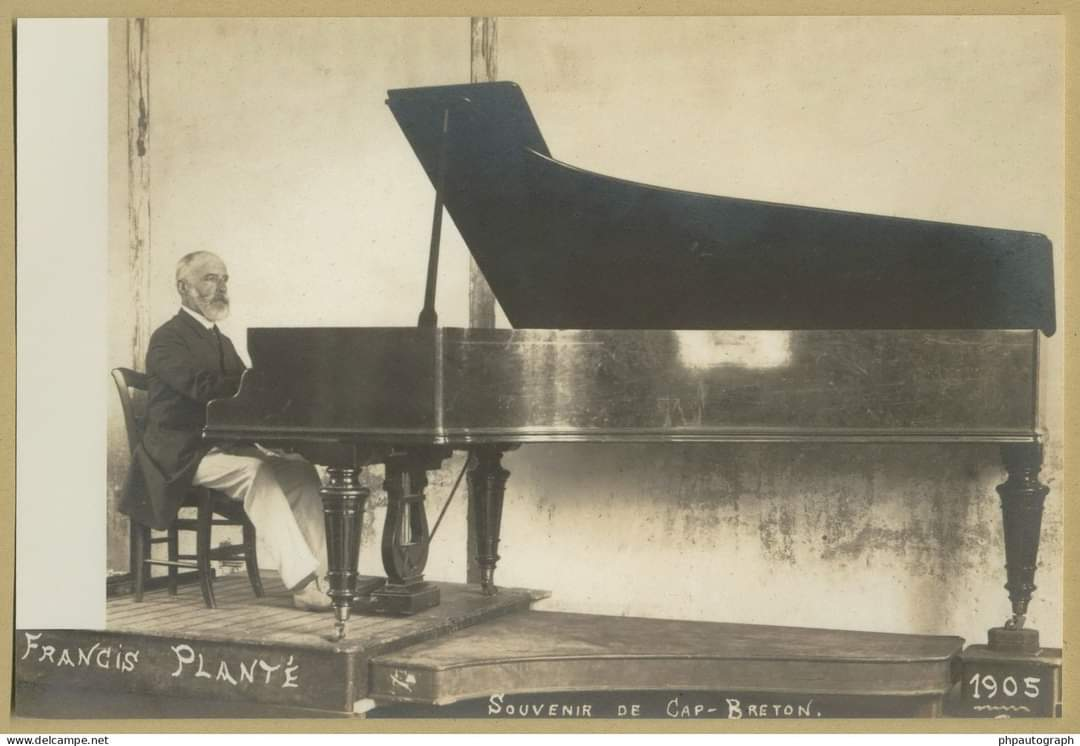
Souvenir de Capbreton, 1905
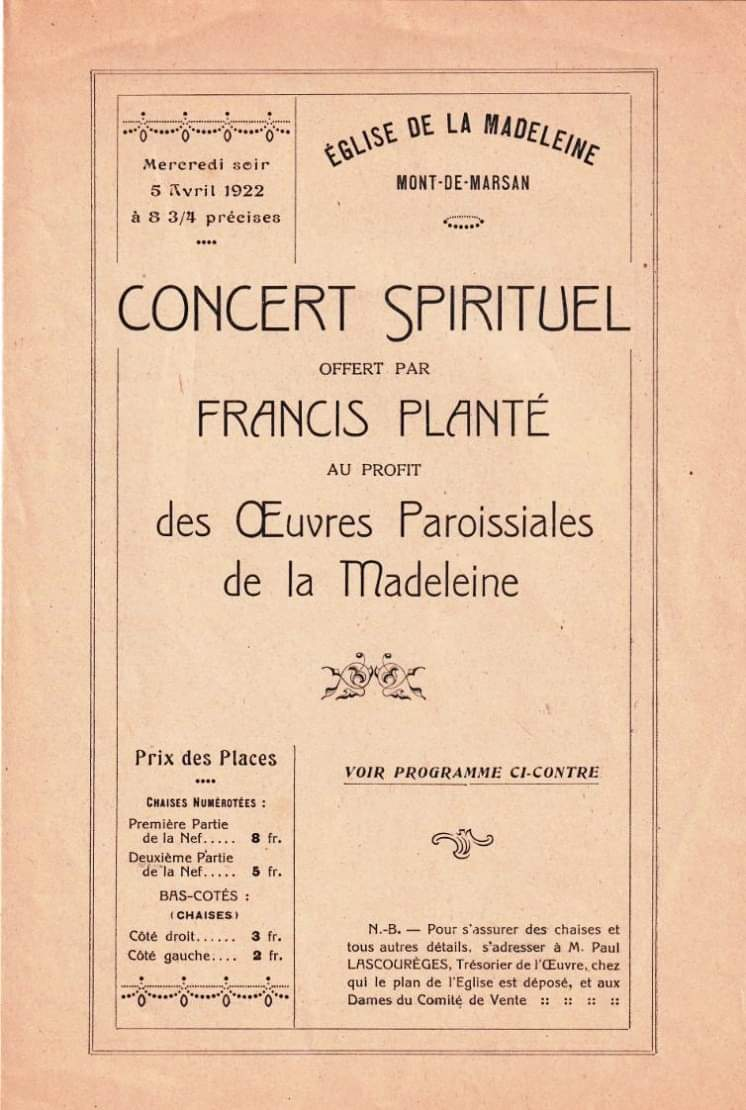
programme du concert du 5 avril 1922 donné par Francis Planté à l'église de la Madeleine de Mont-de-Marsan